# Tréprel
Tréprel é uma comuna francesa na região administrativa da Normandia, no departamento Calvados. Estende-se por uma área de 5,29 km². Em 2010 a comuna tinha 107 habitantes (densidade: 20,2 hab./km²).